# Oklahoma State University System
Das Oklahoma State University System ist ein Verbund staatlicher Universitäten im US-Bundesstaat Oklahoma. Dem Verbund gehören folgende Universitäten an:
- Oklahoma State University – Stillwater und deren Außenstelle Tulsa.
- Oklahoma State University – Oklahoma City
- Oklahoma State University – Okmulgee

Medizinische Hochschulen:
- Oklahoma State University – Center for Health Sciences (Oklahoma City)
- Oklahoma State University Medical Center in Tulsa